# Francis Brengle
Francis Brengle (ur. 26 listopada 1807 we Frederick, Maryland, zm. 10 grudnia 1846 tamże) – amerykański polityk i prawnik związany z Partią Wigów. W latach 1843–1845 przez jedną kadencję Kongresu Stanów Zjednoczonych był przedstawicielem drugiego okręgu wyborczego w stanie Maryland w Izbie Reprezentantów Stanów Zjednoczonych.